# Aquila (Veracruz)
Aquila è una municipalità dello stato di Veracruz, nel Messico centrale, il cui capoluogo è la località omonima.
Conta 1 797 abitanti (2010) e ha una estensione di 20,63 km². 	 	
Il significato del nome della località in lingua nahuatl è dove abbondano le erbe acquatiche.